# Nový hřbitov v Hořicích v Podkrkonoší
Nový hřbitov v Hořicích v Podkrkonoší je historické, stále používané pohřebiště na vrchu Gothard nad městem Hořice v okrese Jičín v královéhradeckém kraji. Jedná se o největší část komplexu hořických hřbitovů. Na rozdíl od sousedního starého hřbitova, který patří římskokatolické církvi, je nový hřbitov majetkem města Hořice. Hlavní vstupní brána na hřbitov je chráněna jako kulturní památka České republiky.

## Historie
Nový hřbitov na Gothardu byl založen v roce 1892 v sousedství původního pohřebiště, nacházejícího se kolem kostela sv. Gotharda. V letech 1892–1905 vznikla monumentální, 14,5 metrů vysoká vstupní brána podle návrhu Bohuslava Moravce a Antonína Cechnera, profesorů hořické kamenické školy. Bránu následně realizovali zčásti také jejich žáci. Sochařská výzdoba brány je dílem Quida Kociana a Mořice Černila. Od svého založení je tento Nový hřbitov hlavním hořickým městským pohřebištěm. Stále je používán k pohřbům.

## Stavební podoba
Hřbitov má půdorys protáhlého obdélníka, ve východní části nepravidelného a sousedícího s někdejším hořickým Novým židovským hřbitovem tak, že nový městský hřbitov jej obklopuje úzkým výběžkem na jižní straně. Celá plocha pohřebiště má výměru 6 200 m². Na hřbitově je celá řada pozoruhodných náhrobků, reprezentujících místní kamenickou tradici. Na jihozápadě bezprostředně sousedí (přes zeď) se starým hřbitovem u kostela sv. Gotharda, se kterým ovšem není komunikačně propojen. Z jihu sousedí se zahrádkářskou osadou.

## Osobnosti, pohřbené na hřbitově
- Quido Kocian (1874–1928), český sochař
- Mořic Černil (1859–1933), český sochař, výtvarný pedagog
- prof. Antonín Rudl (1864–1938), pedagog starosta města Hořic
- Kristina Ringlová (1878–1957), vizionářka zjevení v Suchém Dole u Police nad Metují, dožila v hořické nemocnici
- PhDr. Stanislav Brandejs (1891–1957), diplomat a regionální historik
- Josef Wagner (1901–1957), český sochař, žák Jana Štursy
- Helena Rudlová (1897–1965), spisovatelka, dcera starosty Antonína Rudla
- RNDr. Stanislav Brandejs (1897–1965), profesor Univerzity Karlovy v Praze, syn PhDr. Stanislava Brandejse
- Marie Wagnerová-Kulhánková (1906–1983), sochařka, manželka Josefa Wagnera
- PhDr. Jan Rulf, CSc. (1952–1997), archeolog
- prof. PhDr. Vladimír Borecký, CSc. (1941–2009), český psycholog, filosof a mystifikátor
- Ivan Jilemnický (1944–2012), hořický rodák, výtvarník a sochař

## Galerie

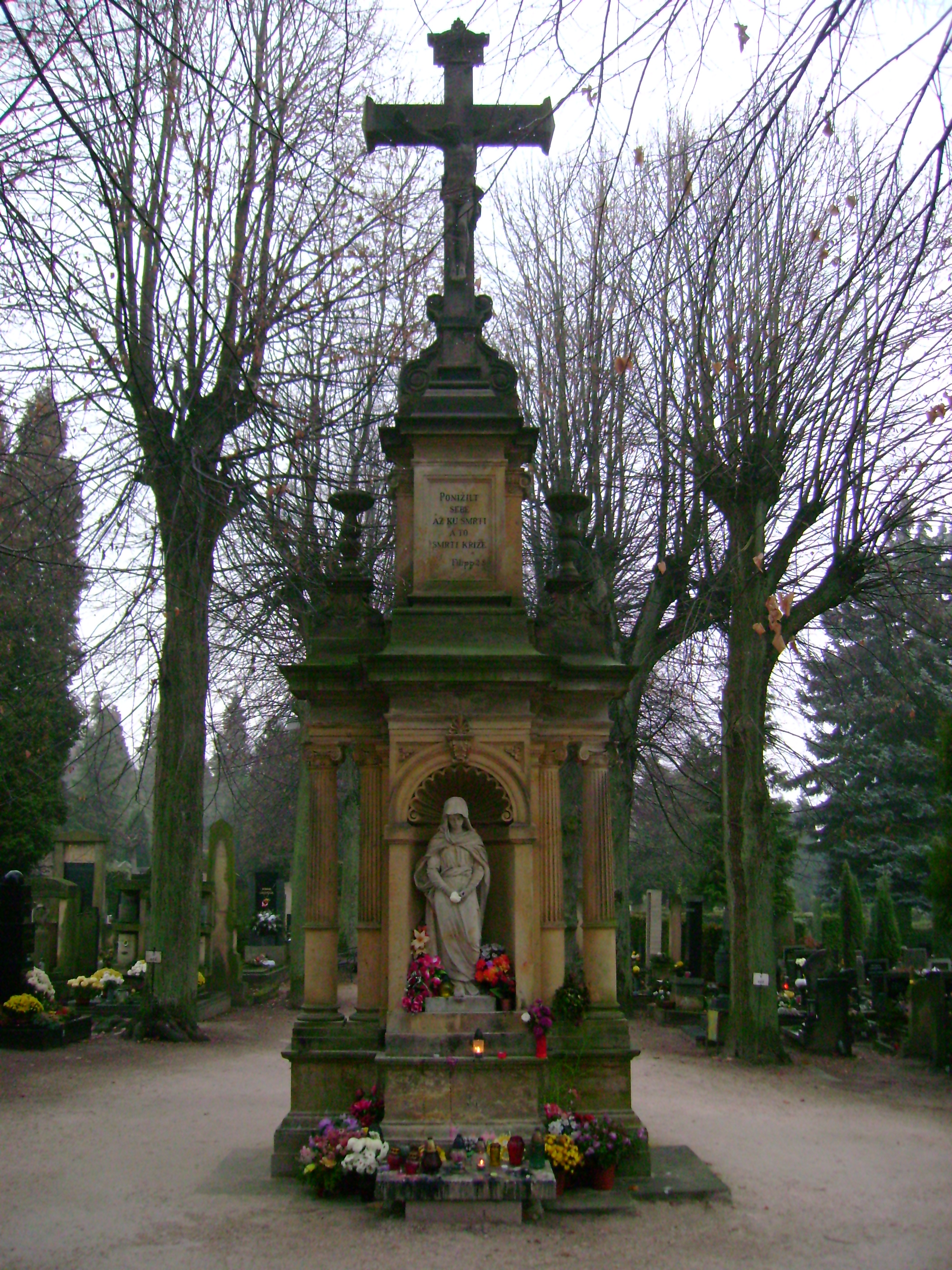
Novorenesanční hlavní kříž nového hřbitova.
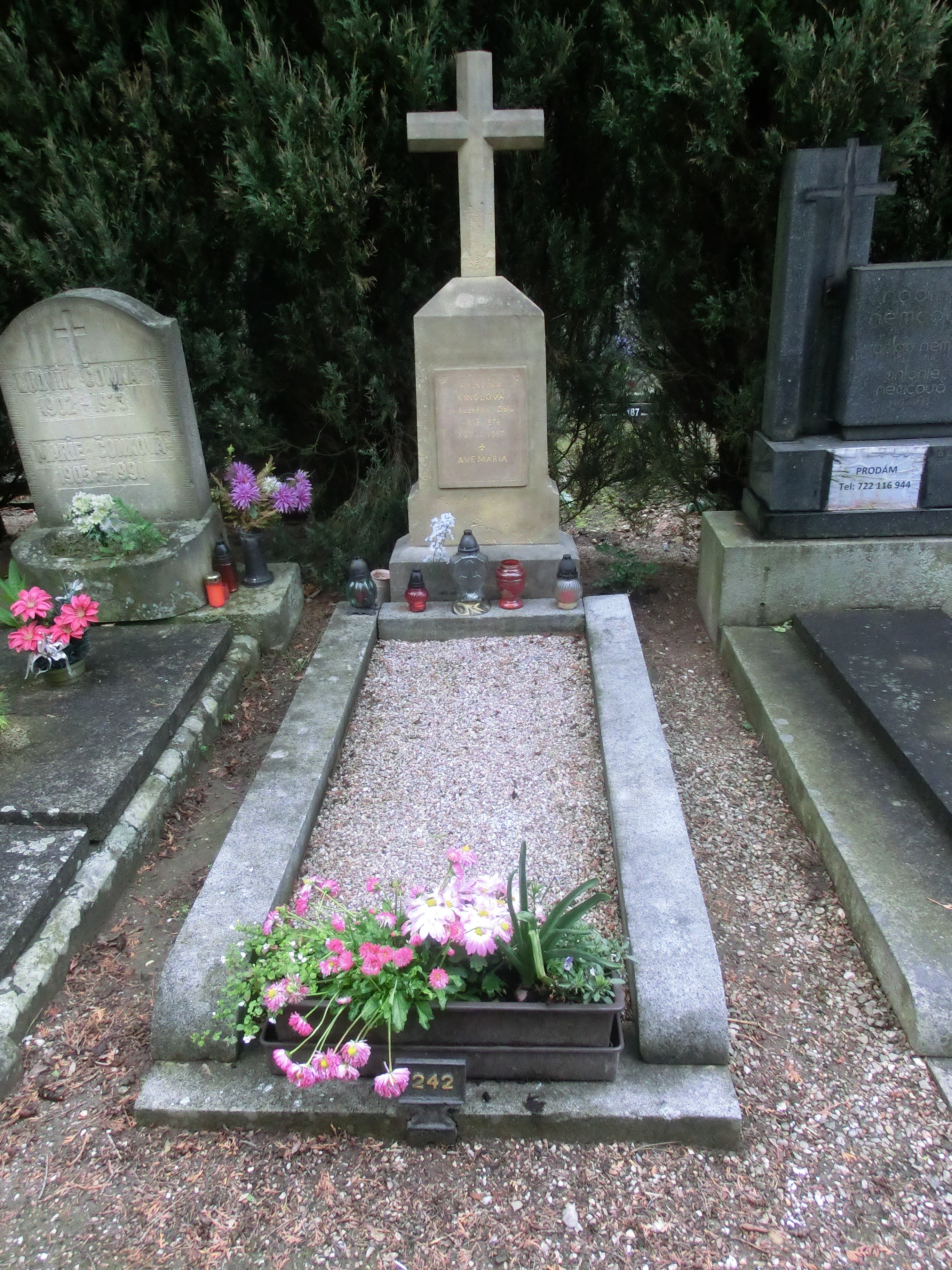
Hrob vizionářky Kristiny Ringlové.
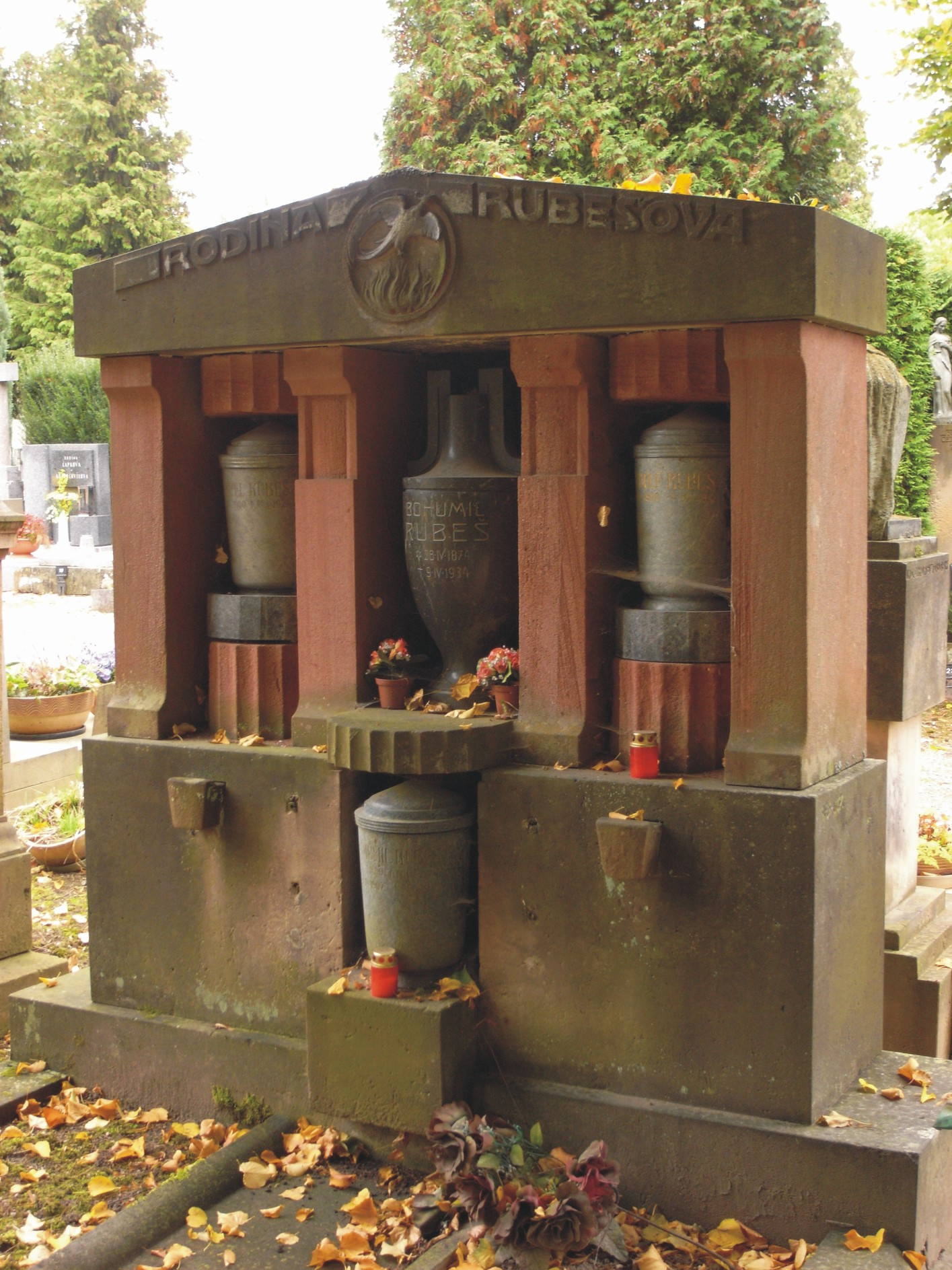
Urnový hrob.
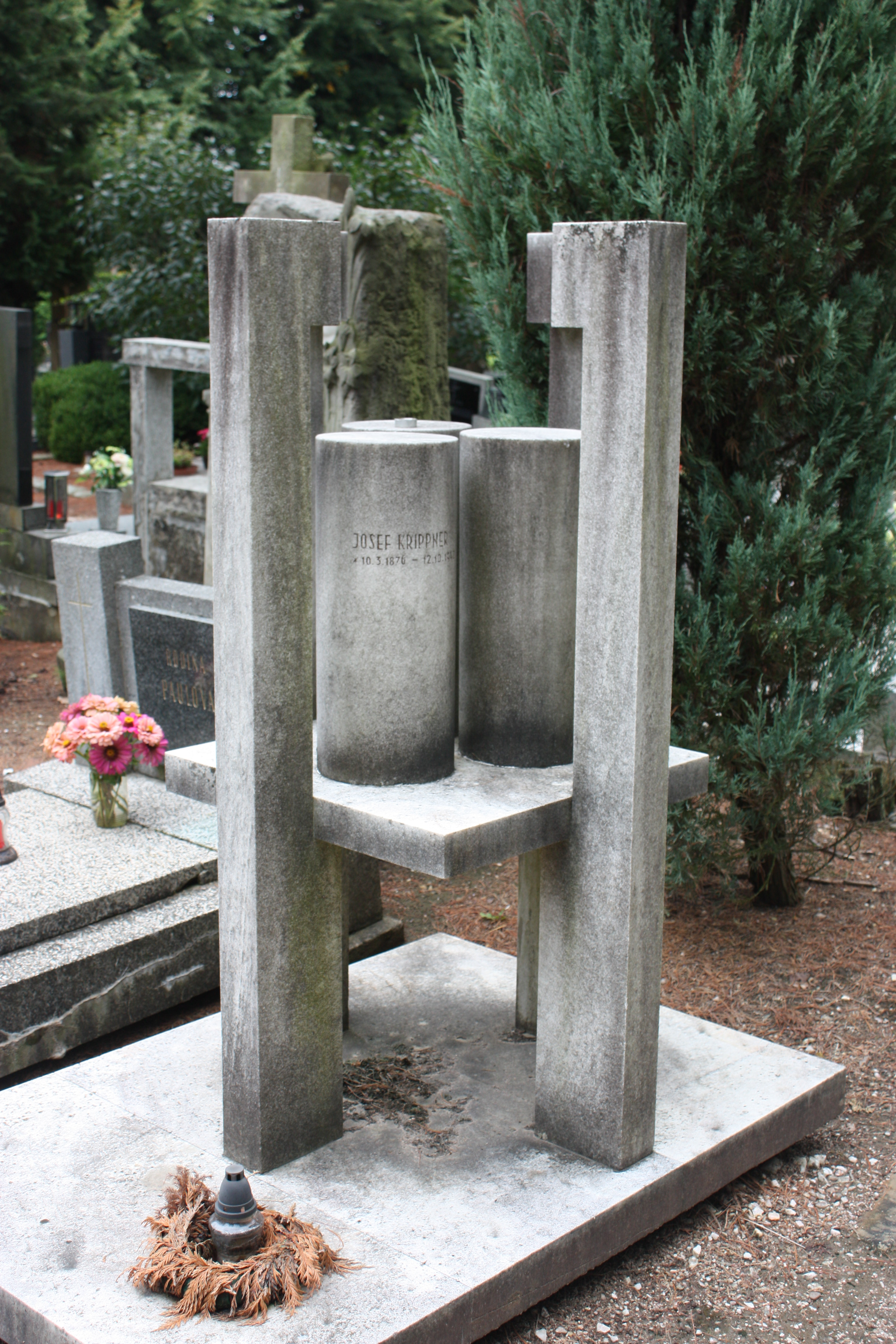
Zvláštně ztvárněný náhrobek.
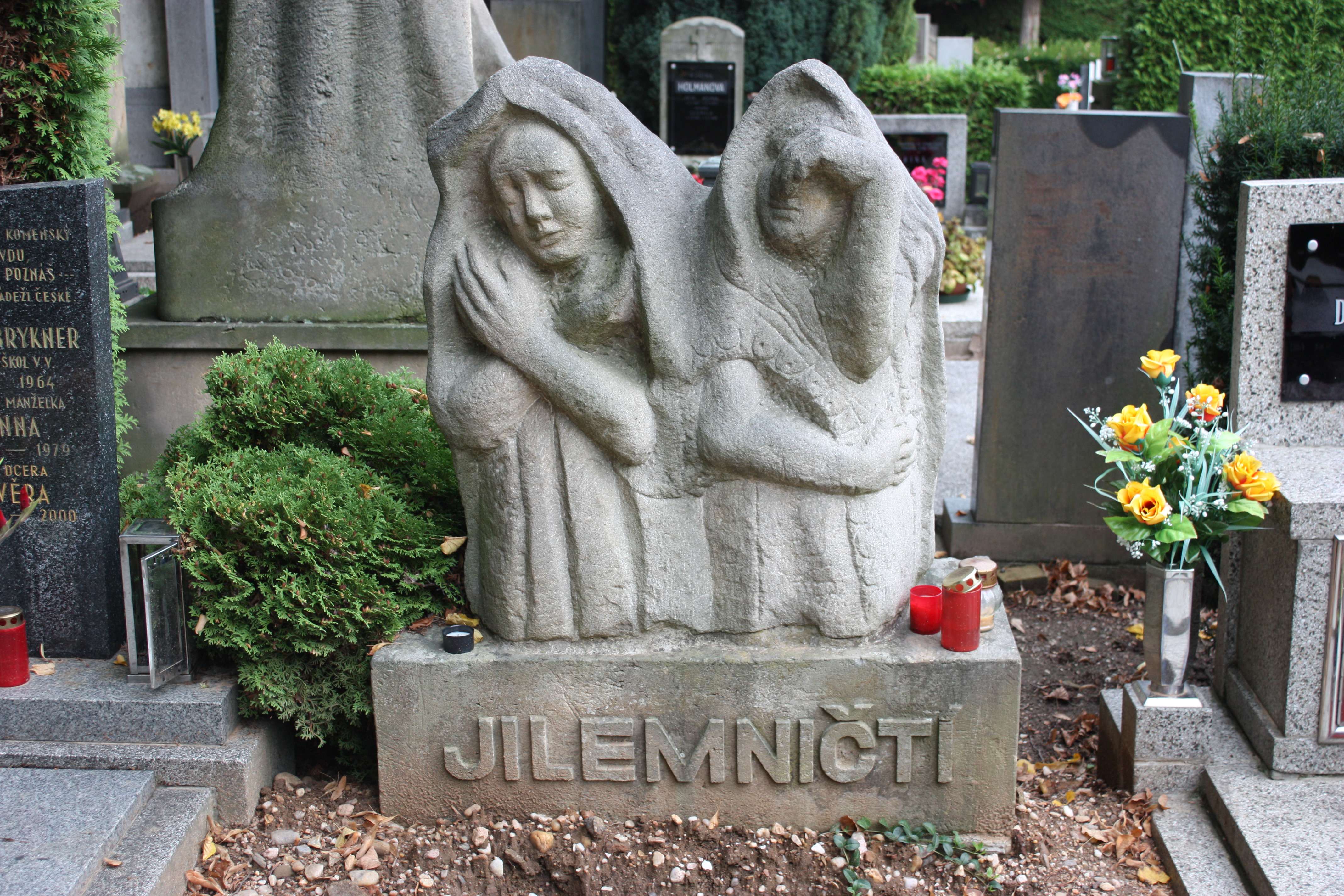
Náhrobek rodiny Jilemnických.
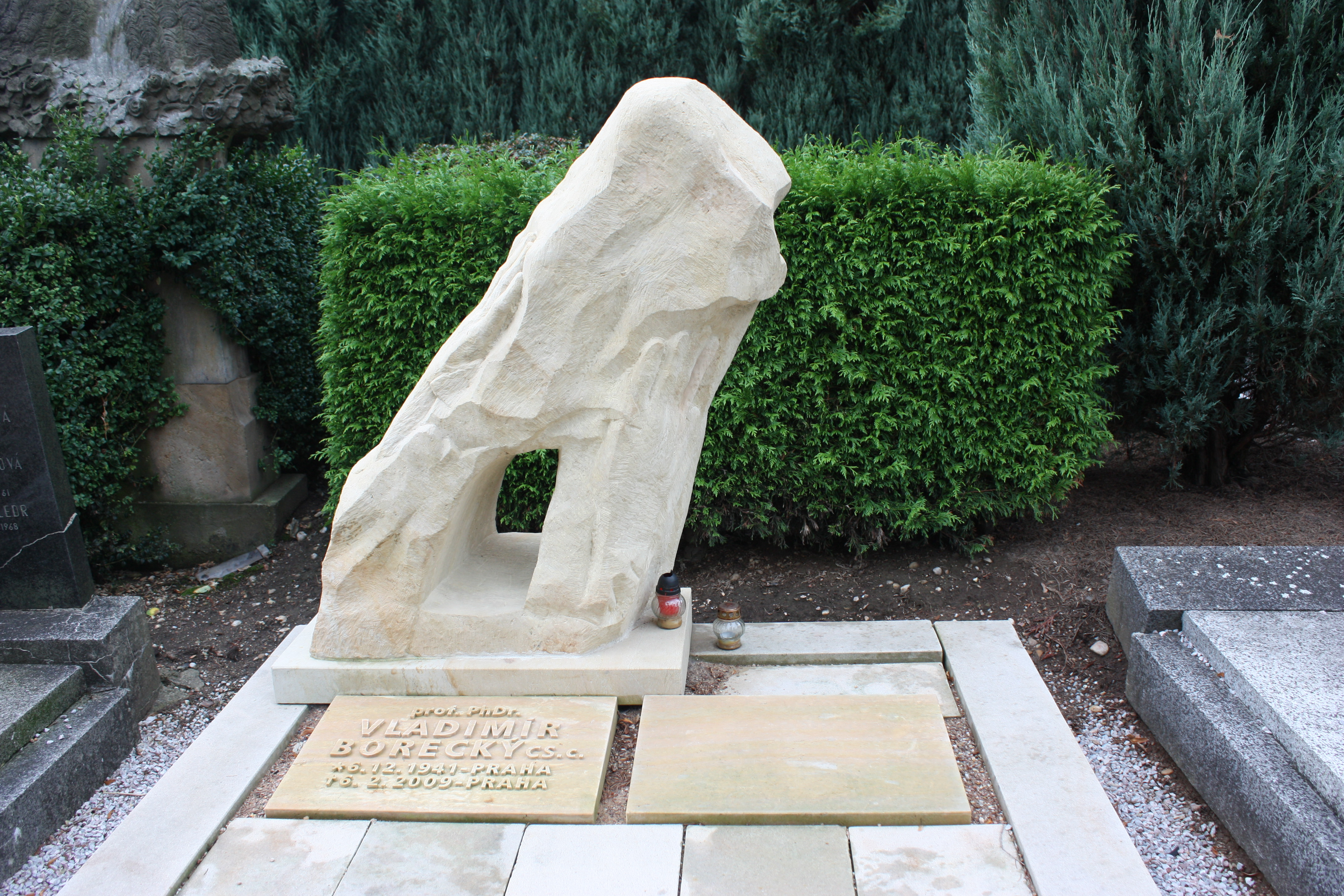
Náhrobek Vladimíra Boreckého.